# Чеймберс-стрит (Манхэттен)
Че́ймберс-стрит (англ. Chambers Street) — улица в центре Манхэттена в Нью-Йорке, проходящая от Бэттери-парк на западе до Центральной улицы на востоке, заканчиваясь у Муниципального здания Манхэттена. В начале XX века Чеймберс-стрит продолжалась под арку здания. Между Бродвеем и Центральной улицей Чеймберс-стрит образует северную границу сквера, на котором находятся Нью-Йоркская ратуша и Твидов суд.